# Demokratik Bölgeler Partisi

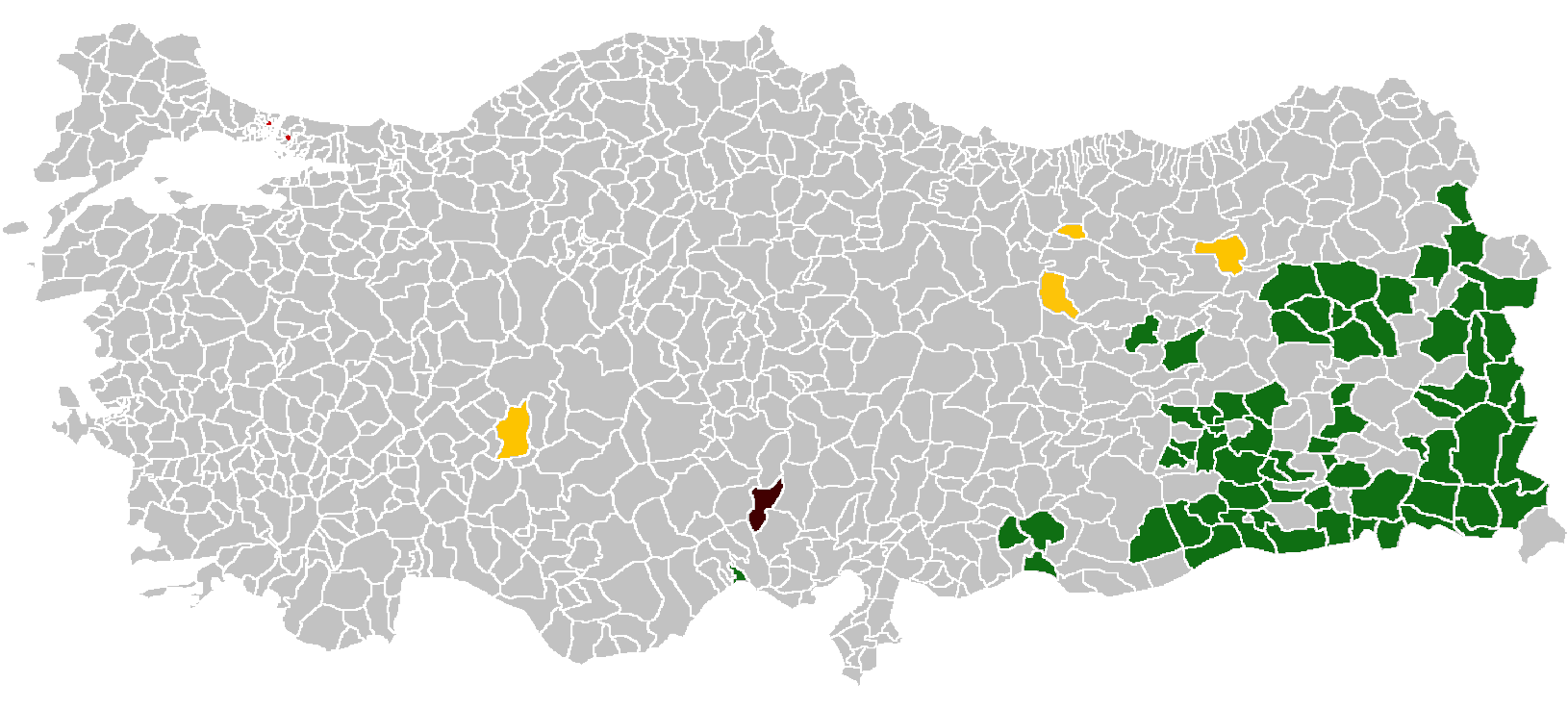
Alle Bezirke, in denen Bürgermeister zwischen 2014 und 2019 aus dem Amt entlassen wurden. DBP (92)- AKP (4) – FETÖ; CHP (2) – Korruption; MHP (1)

Die Demokratik Bölgeler Partisi (DBP; deutsch Demokratische Partei der Regionen, kurmandschi: Partiya Herêman a Demokratîk) ist eine politische Partei in der Türkei. Ihr erklärtes Ziel ist die Vertretung der Interessen der kurdischen Minderheit und eine Dezentralisierung der Türkei. Sie entstand im Juli 2014 durch Umbenennung der prokurdischen Barış ve Demokrasi Partisi (BDP) auf ihrem dritten Parteikongress. Anders als zuvor die BDP will sich die DBP auf ein Engagement auf lokaler Ebene konzentrieren und nicht mehr an nationalen Parlamentswahlen teilnehmen. Das soll stattdessen die Halkların Demokratik Partisi (HDP; Demokratische Partei der Völker) übernehmen, die gewissermaßen als „Schwesterpartei“ fungiert.
Während ein Großteil der BDP-Abgeordneten Ende April 2014 zur HDP überwechselten, verblieb nur Emine Ayna als einzige Abgeordnete der DBP in der Nationalversammlung bis zur Parlamentswahl im Juni 2015.
Unter ihrem alten Namen BDP gewann die DBP bei der Kommunalwahl im März 2014 insgesamt 97 Bürgermeisterämter, wozu mit Diyarbakır und Van zwei Großstadtkommunen (türkisch: Büyükşehir Belediyesi) gehören.

## Absetzung mehrerer Bürgermeister im September 2016
Immer wurden Bürgermeister oder Politiker der DBP aufgrund ihrer angeblichen Unterstützung der verbotenen PKK suspendiert oder verhaftet. Nachdem es am 15. Juli 2016 einen Putschversuch in der Türkei gab, wurde am 21. Juli landesweit der Notstand (türkisch: olağanüstü hal) ausgerufen. Seitdem konnte die Regierung per Rechtsverordnungen mit Gesetzeskraft (türkisch: kanun hükmünde kararnameler) neue Gesetze beschließen. Am 11. September wurden mit so einer Verordnung 28 Bürgermeister entlassen und durch Staatsbeamte ersetzt. 24 dieser Bürgermeister gehören der DBP an und wurden aufgrund der Unterstützung der PKK angeklagt. Zu den abgesetzten Bürgermeistern gehörten jene von Batman, Hakkâri, Sur, Silvan, Nusaybin, Cizre und Silopi – Städte, die im Zuge einer neuen Eskalation zwischen dem Staat und der PKK 2015 und der Verhängung von Ausgangssperren stark zerstört worden sind. Im November wurden noch die Bürgermeister der Städte Mardin, Tunceli und Van suspendiert und verhaftet. Insgesamt wurden 34 Bürgermeister der DBP durch Mitarbeiter des Innenministeriums ersetzt (Stand Mitte November).

## Bekannte Mitglieder
- Emine Ayna
- Gültan Kışanak
- Leyla Îmret
- Sebahat Tuncel
- Sırrı Sakık
- Fırat Anlı